# Riverside (Connecticut)
Riverside es un lugar designado por el censo ubicado en el condado de Fairfield en el estado estadounidense de Connecticut.

## Geografía
Riverside se encuentra ubicada en las coordenadas 41°2′1.35″N 73°34′41.45″O / 41.0337083, -73.5781806.